# Dsico
Dsico est le projet du musicien de Sydney Luke Collison. Il gagne de la notoriété en produisant des mash-ups Bastard Pop, des remixes illégitimes et des compilations du Ministry Of Shit qui lui ont valu des tentatives de poursuites de Ministry of Sound. En 2005, il décide de tourner le dos au recyclage de la musique des autres et sort un EP de sa propre musique appelé You Fight Like A Girl.
Dsico a une association (et sort des pistes et des compilations CD avec), Clan Analogue.